# Linderniella trichotoma
Linderniella trichotoma är en tvåhjärtbladig växtart som först beskrevs av Daniel Oliver, och fick sitt nu gällande namn av Fischer, Schäferhoff och Müller. Linderniella trichotoma ingår i släktet Linderniella och familjen Linderniaceae. Inga underarter finns listade i Catalogue of Life.